# Francesco I de' Medici, Mare Duce de Toscana
Francesco I de' Medici, Mare Duce de Toscana (n. 25 martie 1541, Florența, Republica Florentină – d. 17 octombrie 1587, Poggio a Caiano, Toscana, Italia) a fost al doilea Mare Duce al Toscanei și a domnit în perioada 1574-1587. 

## Biografie

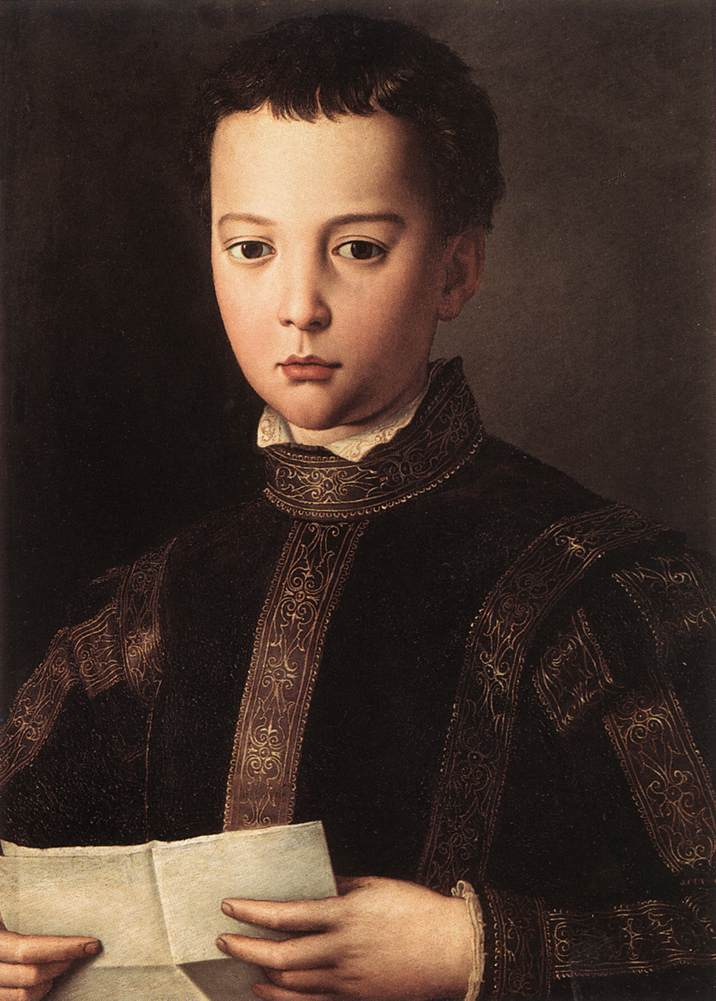
Francesco I de Toscana; pictură de Bronzino.

Născut în Florența, a fost fiul lui Cosimo I de' Medici, Mare Duce de Toscana și a Eleonora di Toledo. A fost regent pentru tatăl său începând cu anul 1564.

### Căsătoria cu Ioana de Austria
La 18 decembrie 1565 s-a căsătorit cu Ioana a Austriei, fiica cea mică a lui Ferdinand I, Împărat Roman și a Ana a Boemiei și Ungariei. Nu au avut o căsnicie fericită. Ioanei îi era dor de Austria natală iar Francesco nu era nici fermecător nici fidel. Ioana a murit la vârsta de 31 de ani în 1578.

### Bianca Cappello
La scurt timp după ce Marea Ducesă Ioana a murit, Francesco s-a căsătorit cu amanta sa venețiană, Bianca Cappello. Francesco a construit și a decorat vila Medicea di Pratolino pentru Bianca. Ea nu a fost întotdeauna populară printre florentini. Nu au avut copii dar Francesco a adoptat-o pe fiica ei din prima căsătorie Pellegrina și pe fiul ei Antonio, care a fost adoptat când era nou născut de Bianca.